# Chemapol
CHEMAPOL GROUP, a.s. je česká společnost, která je od 27. ledna 1999 v konkursu. Podnik funguje od roku 1967 jako akciová společnost, tehdy pod názvem Chemapol akciová společnost pro zahraniční obchod. Chemapol byl původně podnik zahraničního obchodu pro vývoz a dovoz chemických výrobků a surovin, který fungoval v komunistickém Československu. V roce 1994 se stal součástí holdingové společnosti Chemapol Group, a.s. podnikající v oblasti rafinérského, petrochemického, chemického a farmaceutického průmyslu a obchodu. Činnost společnosti skončila v lednu 1999 vyhlášením konkursu na Chemapol Group, a.s. vzhledem k neschopnosti splácet úvěry.

## Historie
Chemapol vznikl v srpnu 1948 jako jedna z prvních výsadních akciových společností po zestátnění zahraničního obchodu podle zákona č. 119/1948 Sb. Ten stanovil, že zahraniční obchod i mezinárodní zasilatelství budou vyhrazeny monopolním podnikům, které zřídí ministr zahraničního obchodu. Až do roku 1990 mohl až na malé výjimky s určitým zbožím obchodovat jen určený podnik zahraničního obchodu.
Chemapol se zabýval dovozem a vývozem chemikálií, surovin a polotovarů pro chemickou výrobu, pohonných látek (byl jediným dovozcem ropy), kaučuku, barviv, laků, farmaceutických výrobků aj.
Jeho prvním ředitelem byl Vilém Šáda, kterého jmenoval do funkce dne 16. srpna 1948 ministr zahraničního obchodu Antonín Gregor spolu s dalšími pěti ústředními řediteli nových výsadních společností zahraničního obchodu (Skloexport, Československá keramika, Oleaspol, Centrotex, Chmel a slad).
Při reorganizaci zahraničního obchodu v roce 1953 se Chemapol stal vyhláškou ministra zahraničního obchodu č. 298/1953 podnikem zahraničního obchodu s názvem Chemapol, akciová společnosti pro dovoz a vývoz chemických výrobků a surovin. V roce 1965 změnil vyhláškou ministra zahraničního obchodu č. 147/1965 Sb. svůj název na Chemapol, podnik zahraničního obchodu. K 1. lednu 1968 byl Chemapol, podnik zahraničního obchodu, na základě vyhlášky ministra zahraničního obchodu č. 127/1967 Sb. sloučen s nově vzniklou společností Chemapol, akciová společnost pro zahraniční obchod. V souvislosti s přijetím ústavního zákona o federativním uspořádání Československého socialistické republiky byla v listopadu 1968 založena akciová společnost Chemapol Bratislava na základě výnosu ministra zahraničního obchodu pod názvem „Chemapol Bratislava, účastinná spoločnost pre zahraničný obchod“. Předmětem podnikání této akciové společnost byl vývoz a dovoz chemikálií, surovin, polotovarů a pomocných látek pro gumárenský průmysl, pro výrobu plastických hmot či zemědělských pomocných přípravků. K 1. lednu 1980 změnila akciová společnost Chemapol Bratislava svůj název na PETRIMEX Bratislava.
Od svého vzniku sídlil Chemapol na adrese Panská 9, Praha 1. Dne 7. října 1970 přesídlil do nově postavené budovy v Kodaňské 1441/46 v pražských Vršovicích. Zde měl sídlo až do svého zániku v lednu 1999. Chemapol Bratislava sídlil od roku 1972 v nově postavené budově v Bratislavě-Ružinově, Dr. Vladimíra Clementisa 10.
V 70. a 80. letech 20. století pracovalo v pražském sídle Chemapolu až 800 zaměstnanců v sedmi obchodních skupinách (OS) rozdělených podle druhu produktů (ropa a petrochemické výrobky, farmaceutické výrobky, kaučuk a plastické hmoty, barvy a laky, kosmetika a drogérie, barviva a přípravky pro textilní výrobu a anorganické chemikálie).
Chemapol vyvážel chemické produkty československých firem do více než 60 zemí – mezi největší dodavatele Chemapolu patřily podniky Barvy a laky, Chemické závody čs.-sovětského přátelství v Záluží, Chemické závody J. Dimitrova v Bratislavě, Moravské chemické závody v Ostravě, Spofa Praha, Spolana Neratovice, Chemické závody Sokolov, Chemko Strážske, Lachema Brno, Východočeské chemické závody Synthesia, Pardubice Semtín, Urxovy závody ve Valašské Meziříčí, Spolek pro chemickou a hutní výrobu v Ústí nad Labem.
Největším obchodním partnerem byl Sovětský svaz, ze kterého Chemapol dovážel ropu, dále syntetické kaučuky, výrobky z ropy, parafín, saze pro gumárenský průmysl, laboratorní chemikálie aj. Mezi obchodní partnery patřily velké chemické a farmaceutické koncerny západních zemí jako britská ICI, italská Montedison, západoněmecké Bayer, BASF, Hoechst, švýcarské Ciba-Geigy, Sandoz.
Generální ředitel Chemapolu Zdeněk Mojžíšek se zasloužil na konci 60. let 20. století o výstavbu nové budovy Chemapolu v Praze-Vršovicích. Jeho nástupcem se stal na začátku 80. let 20. století Václav Volf.

### Chemapol po pádu komunismu
Po sametové revoluci ztratil Chemapol jako podnik zahraničního obchodu výhradní právo na obchodování se zahraničím. V roce 1991 vznikla akciová společnost Chemapol, která v té době byla téměř dominantním dovozcem ropy do České republiky. V roce 1994 se stala součástí holdingové společnosti Chemapol Group, a.s., kterou vedl ve funkci prezidenta společnosti Václav Junek, někdejší náměstek generálního ředitele Chemapolu.
Chemapol Group, a.s. při privatizaci ovládla pomocí úvěrů několik podniků chemického, petrochemického a farmaceutického průmyslu, s jejichž výrobky do té doby obchodovala – Fatra, Lachema, Technoplast, Ostacolor, Kaučuk Kralupy, Koramo, Paramo, Moravské chemické závody, Pragofol, Respharma, Moraviapharm, Petra, Chemo, Tamda, Zach aj. Podíly vlastnila i v dalších podnicích: Chemické závody Sokolov, Spolana, Gumotex či Synthesia, která v Pardubicích vyráběla a vyvážela výbušninu Semtex. V roce 1996 se stala vlastníkem společnosti Omnipol, která obchodovala se zbraněmi.
Společnost Chemapol Group, a.s. v roce 1994 usilovala také o vstup do českých rafinérií v Litvínově a Kralupech nad Vltavou, ale neuspěla kvůli intervenci tehdejšího ministra vnitra Jana Rumla, který informoval členy vlády o tom, že generální ředitel Václav Junek byl v letech 1980 až 1990 agentem Státní bezpečnosti. Strategické vlastnictví rafinérsko-petrochemický komplexu v rukou Chemapol Group, a.s. představovalo bezpečnostní riziko pro Českou republiky, neboť panovaly obavy, že by Václav Junek preferoval ruskou ropu.
Chemapol figuroval v kauze lehké topné oleje (LTO), která se odehrávala v Československu a České republice v letech 1990 až 1996 a jejíž podstatou bylo zneužívání rozdílné výše spotřební daně na ropné produkty.
Společnost podnikala také ve finančním sektoru – vlastnila Union Banku, Penzijní fond Koruna či Investiční fond Expandia.
V roce 1996 se stala vlastníkem vydavatelství Melantrich, které vydávalo celostátní deník Svobodné slovo (od roku 1997 Slovo).
Na začátku roku 1997 koupila společnost Chemapol Group, a.s. od Václava Havla polovinu paláce Lucerna za 200 miliónů korun.
Dne 27. ledna 1999 vyhlásil Krajský obchodní soud v Praze konkurs na majetek společnosti Chemapol Group na návrh dvou věřitelských bank ČSOB a Crédit Lyonnais, kterým společnost nesplácela úvěry. Celkově podnikání Chemapol Group, a.s. skončilo dluhem ve výši 16 miliard korun. Některé divize Chemapolu byly odprodány (chemickou divizi získal Agrofert Andreje Babiše).